# Moenkhausia moisae
Moenkhausia moisae är en fiskart som beskrevs av Géry, Planquette och Le Bail, 1995. Moenkhausia moisae ingår i släktet Moenkhausia och familjen Characidae. Inga underarter finns listade i Catalogue of Life.